# 聖ヒエロニムスの誘惑
『聖ヒエロニムスの誘惑』（せいヒエロニムスのゆうわく、西: Tentaciones de san Jerónimo, 英: The Temptation of Saint Jerome）は、スペインのバロック絵画の巨匠フランシスコ・デ・スルバランが1640年代にキャンバス上に油彩で制作した絵画である。シリアの砂漠で苦行するヒエロニムスが経験した幻視を主題としている。グアダルーペ (スペイン) にあるサンタ・マリア・デ・グアダルーペ王立修道院内の聖ヒエロニムスに捧げられたサン・ヘロニモ (スペイン語で「聖ヒエロニムス」) 礼拝堂のために『聖ヒエロニムスの鞭打ち』とともに委嘱された。作品は現在も同じ場所に掛けられている。

## 作品

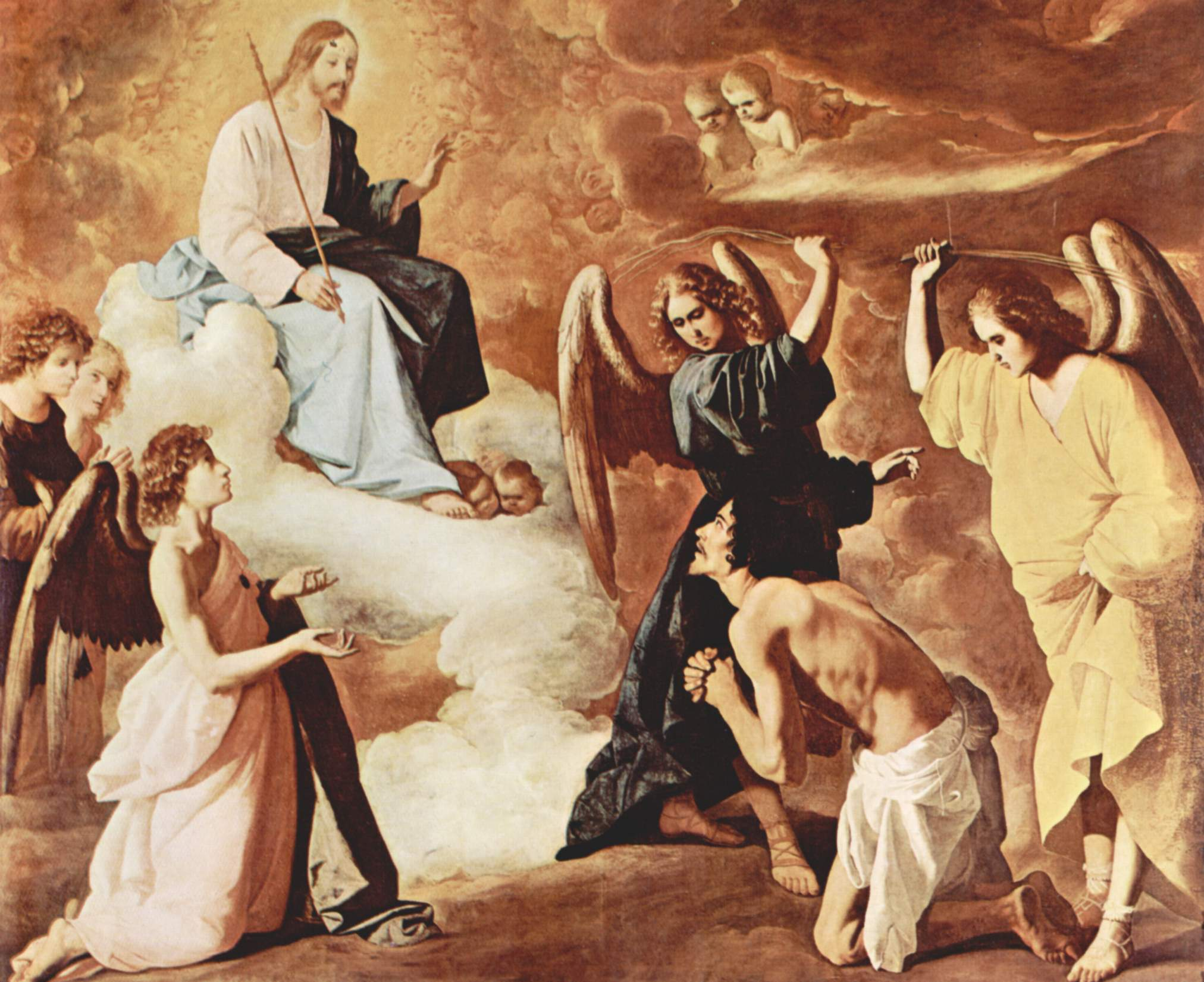
スルバラン『聖ヒエロニムスの鞭打ち』サンタ・マリア・デ・グアダルーペ王立修道院

聖ヒエロニムスは、341年にダルマチア地方の高貴なキリスト教徒の家に生まれた。ローマで学び、ギリシアの荒野で隠遁生活を送った後、ローマにもどり、ヘブライ語『聖書』を参照しながらラテン語訳『聖書』の決定版 (ウルガタ版) を完成させた。
ヒエロニムス自身が語るところによると、彼は焼けつくような砂漠にただ1人でいた時に、ローマの若い娘たちが踊っている幻影に取りつかれるようになった。そのため肉欲を鎮めようと自分の粗末な庵を捨て、荒地のさらに奥深くに引きこもった。そこでは「険しい山々が私の祈りの場となり、私のみじめな肉体の牢獄となったのである」。このように、サン・へロニモ礼拝堂のために描かれた本作と『聖ヒエロニムスの鞭打ち』の2点は、聖ヒエロニムスと彼の後継者たちがキリスト教徒として克服しなければならなかった精神と肉体の二重の誘惑を表しているのである。
スルバランは本作を描くにあたり、上記の記述から険しい山という設定と、痩せこけ風雨にさらされたヒエロニムスという姿のみ引用している。しかし、誘惑者たちの描き方は、まったくスルバランの主観的なものである。彼女たちは虚構というより、あたかも血肉を備えているかのように表現されている。さらに、彼女たちは踊り子ではなく、着飾った歌手や演奏者である。彼女たちはゆっくりとヒエロニムスに向かって進んでいくが、彼女たちを退けようとする彼の動きは誘惑に対する信仰の勝利を示すために大げさに表現されている。
スルバランは人物像の背景に暗い灰色の岩とやや明るい空を配して、空間を前景のみに限定している。背景の陰鬱な色調は、ヒエロニムスと女性たちの強い光の当たった形態を引き立てる。ヒエロニムスの骨ばった身体の細部はいっそう明確さを増すと同時に、彼のわざとらしく芝居がかった身振りが強調されているのである。
ヒエロニムスの右にある岩に置かれた書物と髑髏は、ヒエロニムスが学者であり、悔悟者であることを象徴する。さらに、その黄褐色の色調は苦行の陰鬱な気分を高めるとともに、画面にグロテスクな雰囲気を添えている。髑髏は不吉とさえいえる存在であるが、その上に書物を重ねて、それに注意を喚起する。このような静物の巧妙な配置は画面の効果を高めている。
　